# Brett Lysak
Brett Lysak (* 12. Dezember 1980 in St. Albert, Alberta) ist ein ehemaliger kanadischer Eishockeyspieler, der zwei Spiele für die Carolina Hurricanes in der National Hockey League absolvierte. Den Großteil seiner Karriere verbrachte er aber in Europa, wo er unter anderem für die Iserlohn Roosters in der Deutschen Eishockey Liga (DEL) und die Graz 99ers in der Erste Bank Eishockey Liga spielte, sowie in nordamerikanischen Minor Leagues.

## Karriere
Lysak spielte zunächst für die St. Albert Raiders in der Alberta Midget Hockey League. Ab 1996 war er bei den Regina Pats in der Western Hockey League aktiv. Nach seiner dritten Spielzeit wurde er als Topscorer seines Teams beim NHL Entry Draft 1999 in der zweiten Runde an 49. Stelle von den Carolina Hurricanes gewählt. Er blieb noch zwei weitere Jahre in Regina, die er ebenfalls als punktbester Spieler beendete.
Seinen ersten Profivertrag unterschrieb Lysak zur Saison 2001/02 und spielte zunächst für die Farmteams der Hurricanes. Dies waren die Florida Everblades in der East Coast Hockey League sowie die Lowell Lock Monsters aus der American Hockey League. In der Saison 2003/04 spielte er auch zwei Partien in der National Hockey League.
Anschließend erfolgte der Wechsel nach Europa zu den Iserlohn Roosters in die Deutsche Eishockey Liga. Lysak absolvierte eine solide Saison und wurde zudem „Strafbankkönig“ der Roosters. Zur neuen Spielzeit kehrte er nach Nordamerika zurück, doch nach vier Spielen für die Manitoba Moose ging er zu den HC Milano Vipers in die italienische Serie A1. Der Kanadier blieb für zwei Spielzeiten, wobei sein Team 2006 die Meisterschaft gewann. Die Saison 2007/08 verbrachte er in der dänischen AL-Bank Ligaen bei den Odense Bulldogs. Im nächsten Jahr wechselte er in der Liga zu EfB Ishockey. Im Juli 2010 schloss sich Lysak dem slowenischen Verein HK Jesenice an. Zur Saison 2011/12 wechselte Lysak zum EC Graz 99ers. Es folgte ein Engagement bei den Kalamazoo Wings, anschließend beendete Lysak 2013 seine aktive Karriere.

## Erfolge und Auszeichnungen
| - 1999 Teilnahme am CHL Top Prospects Game - 1999 WHL East Second All-Star Team - 2001 Memorial Cup All-Star-Team | - 2006 Italienischer Meister mit den HC Milano Vipers - 2010 Bester Torschütze der AL-Bank-Ligaen-Hauptrunde |

## Karrierestatistik
(Legende zur Spielerstatistik: Sp oder GP = absolvierte Spiele; T oder G = erzielte Tore; V oder A = erzielte Assists; Pkt oder Pts = erzielte Scorerpunkte; SM oder PIM = erhaltene Strafminuten; +/− = Plus/Minus-Bilanz; PP = erzielte Überzahltore; SH = erzielte Unterzahltore; GW = erzielte Siegtore; 1 Play-downs/Relegation; Kursiv: Statistik nicht vollständig)